# 图林斯克镇区
图林斯克镇区（羅馬化：Slobodo-Turinskiy rayon）是俄罗斯斯维尔德洛夫斯克州的一个区，行政中心为图林斯克镇，面积2,709平方（1,046平方英里）。该区2021年人口有12,619人；2010年人口15,091；2002年人口17,034；1989年人口18,950。